# SY Мухи
SY Мухи (SY Muscae) — двойная звезда в созвездии Мухи, состоящая из красного гиганта и белого карлика. Видимая звёздная величина меняется от 10,2 до 12,7 с периодом  624,5 дней. Хотя двойная звезда является симбиотической звездой, необычным является отсутствие эруптивного компонента.  Звезда является симбиотической системой типа S, что означает, что свет приходит от звёзд, а не от окружающей пыли.
Методами оптической спектрометрии было определено, что красный гигант имеет поверхностную температуру 3500 K, спектральный класс M4.5III, массу около 1,3 масс Солнца, радиус 86 радиусов Солнца и светимость около 1000 светимостей Солнца. Масса белого карлика составляет около 0,43 массы Солнца. Две звезды разделены расстоянием 1.72 а.е., период обращения равен 624 дням. Красный гигант пульсирует с периодом 56 дней. Поверхность звезды-гиганта простирается на расстояние до 40% от расстояния до точки Лагранжа L1, следовательно, звезда не заполняет свою полость Роша. По оценкам расстояние до системы составляет около 850 парсеков (2771 световой год).